# Post-partumbloeding
Post-partumbloeding, fluxus post partum of haemorrhagia post partum (HPP) is overmatig vaginaal bloedverlies dat meestal wordt gedefinieerd als verlies van meer dan 500 ml of 1000 ml bloed binnen de eerste 24 uur na een bevalling. Soms wordt daaraan toegevoegd dat er aanwijzingen of symptomen van een laag bloedvolume moeten zijn voor deze diagnose. Tot de tekenen en symptomen kunnen aanvankelijk onder meer behoren: verhoogde hartslag, daling van de bloeddruk na het opstaan en een versnelde ademhaling. Naarmate meer bloed verloren is, kunnen de vrouwen het koud hebben, kan hun bloeddruk dalen en kunnen ze onrustig worden of het bewustzijn verliezen. Deze aandoening kan tot zes weken na de bevalling optreden.

## Oorzaak
De meest voorkomende oorzaak is een slechte samentrekking van de baarmoeder na de bevalling. Andere mogelijke oorzaken zijn resten van de placenta die achterblijven, een scheur in de baarmoeder of een slechte bloedstolling. Het probleem komt vaker voor bij wie al een lage hoeveelheid rode bloedcellen heeft, Aziatisch is, een grote baby of een meerling krijgt, of obees of ouder dan 40 jaar is. Het komt ook vaker voor na een keizersnede, bij wie medicijnen heeft gekregen om de bevalling op te wekken en bij wie een episiotomie heeft gekregen (is ingeknipt) voor de bevalling.

## Preventie en behandeling
Preventie bestaat uit het verminderen van bekende risicofactoren, zoals (indien mogelijk) ingrepen die samenhangen met de aandoening, en toediening van het medicijn oxytocine  
om te stimuleren dat de baarmoeder zich kort na de geboorte van de baby samentrekt. Als er een tekort aan oxytocine is, wordt in plaats daarvan wel misoprostol gebruikt. De behandeling kan bestaan uit intraveneuze vloeistoffen, bloedtransfusies en het medicijn ergotamine om de samentrekking van de baarmoeder te stimuleren. Het samendrukken van de baarmoeder met de hand kan effectief zijn als alle andere maatregelen niets uithalen. De aorta kan ook worden samengedrukt door op de buik te drukken. De Wereldgezondheidsorganisatie heeft een zogeheten niet-pneumatisch opblaasbare antishockbroek aanbevolen totdat andere maatregelen zoals een eventuele chirurgische ingreep kunnen worden genomen.

## Verspreiding
In ontwikkelingslanden gaat ongeveer 1,2% van de bevallingen gepaard met HPP, en in die gevallen overlijdt ongeveer 3% van de vrouwen. Wereldwijd komt dit neer op 44.000 tot 86.000 doden per jaar, zodat dit de voornaamste doodsoorzaak tijdens de zwangerschap is. In het Verenigd Koninkrijk overlijden ongeveer 0,4 vrouwen per 100.000 bevallingen aan HPP, terwijl dat in Afrika ten zuiden van de Sahara ongeveer 150 vrouwen per 100.000 bevallingen zijn. In ieder geval sinds het einde van de 19e eeuw is het sterftecijfer rond de geboorte in het Verenigd Koninkrijk sterk gedaald.